# Jake Richardson
Jacob Matthew Richardson, detto Jake (Van Nuys, 20 febbraio 1985), è un attore statunitense, famoso per il suo ruolo nel film Tesoro, ci siamo ristretti anche noi e nella serie televisiva Fudge.

## Carriera
Richardson ha iniziato la carriera di attore nel 1995 recitando nella serie televisiva La tata. Poco dopo recitò anche nella serie Fudge e nel film Piccola peste s'innamora.
Nel 1997 interpreta il ruolo di Mitch nel film della Walt Disney Pictures Tesoro, ci siamo ristretti anche noi. Ha poi recitato nel ruolo del protagonista nel film Disney Anche i dentisti vanno in paradiso, nel quale hanno recitato anche Kirstie Alley e Ross Malinger.
Nel 1998 ha interpretato Reggie Van Dough nella commedia Richie Rich e il desiderio di Natale e poi ha recitato nella serie Settimo cielo nel ruolo di Johnny Morton, un ragazzo problematico.
Tra le altre serie in cui ha recitato sono da ricordare NYPD - New York Police Department e Boston Public. Nel 2002 Richardson ha recitato anche nel film The Dangerous Lives of Altar Boys, prodotto da Jodie Foster.
Nel 2003 interpreta il ruolo del gotico Ian Snyder nel film La maledizione dell'impiccato tratto dal romanzo Hangman's Curse di Frank Peretti.

## Filmografia

### Cinema
- Piccola peste s'innamora (Problem Child 3: Junior in Love) - film TV (1995)
- Tesoro, ci siamo ristretti anche noi (Honey, We Shrunk Ourselves) (1997)
- Anche i dentisti vanno in paradiso (Toothless) - film TV (1997)
- Little Cobras: Operation Dalmatian (1997)
- Richie Rich e il desiderio di Natale (Ri¢hie Ri¢h's Christmas Wish) (1998)
- Jay & Silent Bob... Fermate Hollywood! (Jay and Silent Bob Strike Back) (2001)
- The Dangerous Lives of Altar Boys (The Dangerous Lives of Altar Boys) (2002)
- Now You Know (2002)
- Homeward Bound - film TV (2002)
- La maledizione dell'impiccato (Hangman's Curse) (2003)
- Clerks II (Clerks II) (2006)
- Garden Party (2008)
- Cinema Verite (Cinema Verite) - film TV (2011)
- Questioni di famiglia (The Family Tree) (2011)

### Televisione
- La tata (The Nanny) - serie TV, episodio "Amicizie a sorpresa" (1995)
- Fudge (Fudge) - serie TV, 25 episodi (1995)
- C-16: FBI - serie TV, episodio "Russian Winter" (1997)
- Settimo cielo (7th Heaven) - serie TV, episodio "La pistola di Johnny" (1998)
- NYPD - New York Police Department (NYPD Blue) - serie TV, episodio "A Little Dad'll Do Ya" (2002)
- Boston Public (Boston Public) - serie TV, episodi "Orgoglio e pregiudizio" (2002) e "Il costo del silenzio" (2002)
- Il tocco di un angelo (Touched by an Angel) - serie TV, episodio "Luce della ribalta" (2003)
- Detective Monk (Monk) - serie TV, episodio "Il signor Monk e l'indiziato in coma" (2003)
- Invasion (Invasion) - serie TV, episodi "Dopo l'uragano", "Presenze inquietanti", "Infezione sconosciuta" e "Sopravvissuti" (2005)
- E.R. - Medici in prima linea (ER) - serie TV, episodio "Lo scudo umano" (2005)
- Cold Case - Delitti irrisolti (Cold Case) - serie TV, episodio "Il patto" (2006)
- Medium (Medium) - serie TV, episodio "Il seme del male" (2006)
- Bones (Bones) - serie TV, episodio "Il mistero del bosco" (2006)
- Dr. House - Medical Division (House M.D.) - serie TV, episodio "L'ago nel pagliaio" (2007)
- Boston Legal (Boston Legal) - serie TV, episodio "La donna dai due volti" (2007)
- Criminal Minds (Criminal Minds) - serie TV, episodio "Stagione di caccia" (2007)
- Journeyman (Journeyman) - serie TV, episodio "Vita che non è" (2007)
- In Treatment - serie TV, episodio "Laura - Settima settimana" (2008)
- Saving Grace (Saving Grace) - serie TV, episodio "Un amore fiero, caldo, potente" (2008)
- The Booth at the End - serie TV, episodi "I Have My Reasons" e "Our Deal Here Is Done" (2010)
- Supernatural (Supernatural) - serie TV, episodio "Mannequin 3: La resa dei conti" (2011)
- NCIS: Los Angeles (NCIS: Los Angeles) - serie TV, episodio "Impostori" (2011)
- The Mentalist (The Mentalist) - serie TV, episodio "Rosso texano" (2011)
- Suburgatory - serie TV, episodio "Buon compleanno Tessa" (2011)

## Doppiatori italiani
Nelle versioni in italiano, Jake Richardson è stato doppiato da:
- George Castiglia in E.R. - Medici in prima linea
- David Chevalier in Cold Case - Delitti irrisolti
- Fabrizio De Flaviis in Dr. House - Medical Division
- Andrea Mete in Criminal Minds
- Emiliano Coltorti in Supernatural
- Dimitri Winter in NCIS: Los Angeles
- Gabriele Lopez in The Mentalist